# A Visita
A Visita (em inglês:  The Visit) é um filme estado-unidense do género terror, realizado e escrito por M. Night Shyamalan. Foi protagonizado por Olivia DeJonge, Ed Oxenbould, Deanna Dunagan, Peter McRobbie e Kathryn Hahn. Estreou-se nos cinemas norte-americanos a 11 de setembro, em Portugal a 10 de setembro, e no Brasil a 26 de novembro de 2015.

## Sinopse
O filme segue a rotina de Becca (Olivia DeJonge) e seu irmão mais novo Tyler (Ed Oxenbould) que vão para a Pensilvânia para conhecer seus avós. Chegando no local, seus avós passam a apresentarem um comportamento cada vez mais estranho.

## Elenco
- Olivia DeJonge como Rebecca "Becca" Jamison[10]
- Ed Oxenbould como Tyler Jamison[10]
- Kathryn Hahn como Paula Jamison[10]
- Deanna Dunagan como Doris Jamison[10]
- Peter McRobbie como John Jamison[10]
- Benjamin Kanes como Robert[10]
- Celia Keenan-Bolger como Stacey
- Jon Douglas Rainey, Brian Gildea, Shawn Gonzalez e Richard Barlow como Oficiais de polícia[10]
- Steve Annan como Rapaz na rua[10]
- Erica Lynne Marszalek e Shawn Gonzalez como Passageiros do comboio[10]
- Michael Mariano como Competidor do peito peludo[10]

## Dublagem Brasileira
- Estúdio de dublagem: Delart[11]
- Direção de Dublagem: Andrea Murucci[11]
- Cliente: Universal[11]
- Tradução: Mário Menezes[11]
- Diretor Musical: Félix Ferrà[11]
- Técnico(s) de Gravação: Léo Santos e Rodrigo Oliveira[11]
- Mixagem: Cláudio Alves[11]

Elenco
- Becca: Bruna Laynes[11]
- Tyler: Raphael Cappelli[11]
- Nana: Geisa Vidal[11]
- Pop: Carlos Seidl[11]
- Mãe: Angélica Borges[11]
- Pai: Manolo Rey[11]
- Miguel: Marcus Jardym[11]
- Sam: Philippe Maia[11]
- Stacey: Sheila Dorfman[11]
- Becca – criança: Noa Bicalho[11]
- Tyler – criança: Arthur Santos[11]

## Recepção
No site do agregador de críticas Rotten Tomatoes, o filme tem uma taxa de aprovação de 68%, com base em 228 opiniões, que seguida do consenso: "The Visit oferece aos fãs de terror uma mistura satisfatória de emoções e risos - e também sinaliza um retorno bem-vindo ao roteirista e diretor M. Night Shyamalan." No Metacritic, o filme tem uma característica pontuação de 55 em 100 com base em 34 críticos, indicando "avaliações mistas ou médias". O público entrevistado pela CinemaScore' deu ao filme uma nota média de "B-" em uma escala de A + a F.